# Liste der Monuments historiques in La Trimouille
Die Liste der Monuments historiques in La Trimouille führt die Monuments historiques in der französischen Gemeinde La Trimouille auf.

## Liste der Objekte
| Bezeichnung                | Beschreibung                                       | Standort                       | Kennzeichnung | Schutzstatus | Datum | Bild |
| -------------------------- | -------------------------------------------------- | ------------------------------ | ------------- | ------------ | ----- | ---- |
| Skulptur Madonna mit Kind  | Holz, polychrom gefasst, 17. Jahrhundert           | in der Kirche St-Pierre (Lage) | PM86001425    | Inscrit      | 1998  |      |
| Sarkophag                  | Stein, 14. Jahrhundert                             | in der Kirche St-Pierre (Lage) | PM86000663    | Classé       | 1966  |      |
| Prozessionskreuz           | Messing, versilbert und vergoldet, 17. Jahrhundert | in der Kirche St-Pierre (Lage) | PM86001422    | Inscrit      | 1998  |      |
| Skulptur Christus am Kreuz | Holz, 17. Jahrhundert                              | in der Kirche St-Pierre (Lage) | PM86001423    | Inscrit      | 1998  |      |
| Skulptur Christus am Kreuz | Holz, 18. Jahrhundert                              | in der Kirche St-Pierre (Lage) | PM86001424    | Inscrit      | 1998  |      |